# Мошна (Сібіу)
Мошна (рум. Moșna) — село у повіті Сібіу в Румунії. Адміністративний центр комуни Мошна.
Село розташоване на відстані 227 км на північний захід від Бухареста, 39 км на північний схід від Сібіу, 97 км на південний схід від Клуж-Напоки, 105 км на північний захід від Брашова.

## Населення
За даними перепису населення 2002 року у селі проживали 2326 осіб.
Національний склад населення села:
| Національність | Кількість осіб | Відсоток |
| -------------- | -------------- | -------- |
| румуни         | 1667           | 71,7%    |
| цигани         | 523            | 22,5%    |
| німці          | 71             | 3,1%     |
| угорці         | 64             | 2,8%     |

Рідною мовою назвали:
| Мова      | Кількість осіб | Відсоток |
| --------- | -------------- | -------- |
| румунська | 2181           | 93,8%    |
| німецька  | 80             | 3,4%     |
| угорська  | 55             | 2,4%     |
| циганська | 9              | 0,4%     |